# Vlasleeuwenbek
Vlasleeuwenbek (Linaria) is een geslacht van ongeveer honderd soorten uit de weegbreefamilie (Plantaginaceae). De botanische naam Linaria komt van het Latijnse Linum dat vlas betekent. 
Soorten die in wild in Nederland en België voorkomen:
- Blauwe leeuwenbek (Linaria arvensis)
- Walstroleeuwenbek (Linaria purpurea)
- Gestreepte leeuwenbek (Linaria repens)
- Liggende leeuwenbek (Linaria supina)
- Vlasbekje of vlasleeuwenbekje (Linaria vulgaris)

Enkele andere soorten:
- Alpenleeuwenbek (Linaria alpina) - komt van nature voor in de Alpen
- Linaria canadensis - komt van nature voor in Noord-Amerika
- Linaria dalmatica - komt van nature voor  in Zuidoost-Europa
- Linaria genistifolia - komt van nature voor  in Zuidoost-Europa
- Linaria pelisseriana
- Linaria triornithophora

... · 
L. arvensis (Blauwe leeuwenbek) · 
L. alpina (Alpenleeuwenbek) · 
L. canadensis · 
L. dalmatica · 
L. genistifolia · 
L. pelisseriana · 
L. purpurea (Walstroleeuwenbek) · 
L. repens (Gestreepte leeuwenbek) · 
L. supina (Liggende leeuwenbek) · 
L. triornithophora · 
L. vulgaris (Vlasbekje) · 
...
Acanthorrhinum · 
Achetaria · 
Adenosma · 
Albraunia · 
Amphianthus · 
Anarrhinum · 
Angelonia · 
Antirrhinum (Leeuwenbek) · 
Aragoa · 
Artanema · 
Asarina · 
Bacopa · 
Basistemon · 
Benjaminia · 
(Besseya) · 
Bougueria · 
Brookea · 
Bryodes · 
Bythophyton · 
Callitriche (Sterrenkroos) · 
Campylanthus · 
Chaenorhinum (Kierleeuwenbek) · 
Chelone (Schildpadbloem) · 
(Chionohebe) · 
Chionophila · 
(Cochlidiosperma) · 
Collinsia · 
(Conobea) · 
Cymbalaria · 
(Detzneria) · 
Digitalis (Vingerhoedskruid) · 
Dintera · 
Dizygostemon · 
Dopatrium · 
Ellisiophyllum · 
Encopella · 
Epixiphium · 
Erinus · 
Galvezia · 
Gambelia · 
Geochorda · 
Globularia (Kogelbloem) · 
Gratiola · 
Hebe · 
Hemiphragma · 
Herpestis · 
Hippuris · 
Holmgrenanthe · 
Holzneria · 
Howelliella · 
Hydrotriche · 
(Isoplexis) · 
Kashmiria · 
Keckiella · 
Kickxia (Stoppelleeuwenbek) · 
Lafuentea · 
Lagotis · 
Limnophila · 
Limosella · 
Linaria (Vlasleeuwenbek) · 
Littorella · 
Lophospermum · 
Mabrya · 
Maurandella · 
Maurandya · 
Mecardonia · 
Melosperma · 
Microcarpaea · 
Misopates · 
Mohavea · 
Monocardia · 
Monopera · 
Monttea · 
Neogaerrhinum · 
(Neopicrorhiza) · 
Nothochelone · 
Nuttallanthus · 
Otacanthus · 
Ourisia · 
Paederota · 
(Parahebe) · 
Penstemon (Penstemon) · 
Philcoxia · 
Picria · 
Picrorhiza · 
Plantago (Weegbree) · 
Poskea · 
Psammetes · 
Pseudorontium · 
Rhodochiton · 
Russelia · 
Sairocarpus · 
Schistophragma · 
Schweinfurthia · 
Scoparia · 
Scrofella · 
Sibthorpia · 
Stemodia · 
(Synthyris) · 
Tetranema · 
Tetraulacium · 
Tonella · 
Uroskinnera · 
Veronica (Ereprijs) · 
Veronicastrum · 
Wulfenia · 
Wulfeniopsis